# コオリウオ科

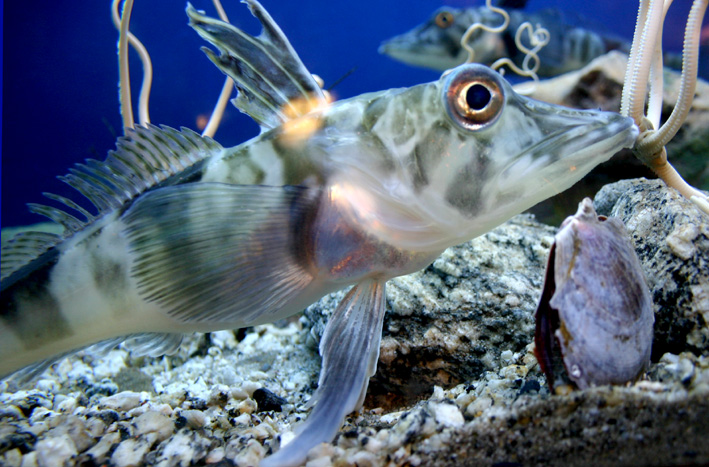
Chionodraco hamatus

コオリウオ科（コオリウオか、Channichthyidae）はノトテニア亜目（Notothenioidei）に属する科。 南極大陸と南米大陸の南の周辺の冷たい海域（南極海の水温は-1.8℃ ～ +2.0℃の間で比較的安定している）に分布する。コオリウオ科には16種が確認されている。

## 特徴
コオリウオは魚食動物(piscivore)と考えられるが、オキアミも食す。コオリウオは待ち伏せ型の捕食者(Ambush predator)である。自身の体長の50％にもなる魚を捕食するが、長い期間、摂食せずに生存できる。コオリウオの体長は25 - 50センチメートルと記録されている。
2022年までにドイツの研究チームは、南極海の深海底で、約6,000万個にも及ぶカラスコオリウオの巣が集まった繁殖地を発見した。この繁殖地はアザラシの生息域・活動域と一致していることから、アザラシに捕食されていると見られている。

## 循環器　呼吸器

### ヘモグロビン
コオリウオの血液は無色透明である。これは血液中に酸素を運搬するタンパク質であるヘモグロビンが存在しないためである。コオリウオは、成体になってもヘモグロビンを持たない唯一の脊椎動物として知られている。コオリウオにはヘモグロビンの遺伝子の痕跡が残されているが、ヘモグロビンを生産しない。 ヘモグロビンはαサブユニットとβサブユニットと呼ばれる2種類のサブユニットから成るが、コオリウオ科の16種中の15種においてβに関わる遺伝子が完全に消失し、αについても部分的欠損がみられた。残りの1種であるNeopagetopsis ionahは、他の種に比べ、遺伝子を多く残すが、いずれにせよヘモグロビン遺伝子は機能していない。
ほぼすべての種類で赤血球を欠いており、あったとしても少量の残骸である。 酸素はヘモグロビンを介さず、血漿に溶解されて運ばれる。低い代謝と低温で酸素が血漿に溶解しやすい環境であるため、ヘモグロビンを持たないでも生存できる（一般に、気体の水への溶解度は、水が低温であるほど大きい）。しかしながら、酸素運搬能はヘモグロビンの10％以下である。

### ミオグロビン
酸素を筋肉中に貯蔵するタンパク質であるミオグロビンは、すべてのコオリウオの骨格筋に存在しない。ただし、コオリウオ科の10種では、心筋の特に心室にミオグロビンがみられる。コオリウオの心室の心筋におけるミオグロビンの遺伝子発現は、少なくとも四つの別々の時代に分けて失われていったと考えられている。

### 適応
コオリウオには、毛細血管を含む血管が大きく（太く）、血液量が多く（一般的な魚類の4倍）、心臓が大きく、心拍出量が大きい（一般的な魚類の5倍）等、ヘモグロビンの欠落を補うだけの、様々な特徴が見られる。 心臓には冠状動脈がないが、心室の筋肉がスポンジ状に発達し、心臓を通過する血液から直接酸素を吸収できる。 この心臓と太い血管と低粘度（赤血球がない）の血液によって、血液は低血圧大流量となる。 かつては、鱗のない皮膚によって酸素が取り込まれていると考えられていたが、現在では、皮膚から取り込まれる酸素量は鰓から取り込まれる酸素量よりはるかに小さいことがわかっている。わずかに皮膚から取り込まれた酸素は、静脈中の酸素を増やし、心臓に酸素を供給する役割の一部を担っている可能性がある（魚類の循環器は心臓→鰓→組織→心臓）。

## 進化
ヘモグロビンの欠落は、極寒の環境への適応（酸素の溶解度が大きいためにヘモグロビンへの依存が小さくなり、赤血球の欠落は血液の粘性を低くした）と考えられてきた。しかし、最新の研究ではヘモグロビンの欠落は適応的でないと考えられている。事実、 コオリウオは血液の循環に一般的な魚類の2倍にあたるエネルギーを費やすなど、生理学的にヘモグロビンの欠落を大胆に補っている。
コオリウオは底魚を祖先に持つ。冷たく、栄養豊富で、酸素に富んだ南極海の海水は、たとえ効率の悪いヘモグロビンのない低代謝な種でも生き延びていける環境を提供した。
第三紀（6430万年前から260万年前）半ばに南極海で種が爆発し、 様々な棲み分けが発生した。競争のすくない南極海では、ヘモグロビンを持たない適応に乏しい突然変異体でも、棲み分けられた環境の中で子孫を残し、その突然変異の欠点を補う為の進化をすることが許された。また、後に、フィヨルドに幾つかの種が生息した。こういった環境がミオグロビンの欠落も許したと考えられる。